# Tiny Powell
Vance „Tiny“ Powell (* 17. Mai 1922 in Warren, Arkansas, USA; † 5. Februar 1984 in Oakland, Kalifornien, USA) war ein US-amerikanischer Gospel- und Bluessänger.

## Wirken
In den 1940er und 1950er Jahren sang Powell als Tenor in verschiedenen Gospelgruppen. Bei den Golden Harp Singers machte er 1947 seine ersten Aufnahmen. Seit 1948 gehörte er zu Paramount Gospel Singers. In den frühen 1950er Jahren gehörte er für kurze Zeit bei den Five Blind Boys of Mississippi, wo er sich den Leadgesang mit Archie Brownlee teilte. Dann war er wieder Mitglied im Quartett der Paramount Gospel Singers, wo er auch meist als Leadsänger eingesetzt wurde.
Um 1960 herum wandte Powell sich dem Blues zu. Seine erste Bluesaufnahme war 1962 My Time After Awhile (das später von Buddy Guy gecovert wurde). Zu seine weiteren Aufnahmen zählt I Need Someone (To Love Me All the Time) (1965, jedoch zu Powells Lebzeiten nicht veröffentlicht), das 1971 ein Erfolg für Z. Z. Hill wurde.
Seine letzten Aufnahmen machte Powell in den späten 1970er Jahren für TBC, ein Label, das ihm teilweise gehörte. Er starb 1984 an den Folgen einer Leberzirrhose.

## Diskographische Hinweise
- Heaven in My View: The Tiny Powell Gospel Collection (Withasongtoo 2000, rec. 1947–1955)